# 1-Heksanol
1-Heksanol je alkohol sa šest ugljenika dugim lancom. Njegova struktura formula je . Ova bezbojna tečnost je malo rastvorna u vodi, ali se meša sa etrom i etanolom. Dva dodatna pravolančana izomera 1-heksanola, 2-heksanol i 3-heksanol su poznata. Oni se razlikuju po lokaciji hidroksilne grupe. Mnogi izomerni alkoholi imaju formulu . On se koristi u industriji parfema.

## Priprema
Heksanol se industrijski proizvodi oligomerizacijom etilena koristeći trietilaluminijum, i čemu sledi oksidacija alkilaluminijum proizvoda. Idealizovana sinteza je data sledećim reakcijama:
Ovaj proces generiše opseg oligomera koji se razdvajaju destilacijom.

## Spoljašnje veze
- Интернационална карта хемијске безбедности 1084